# Isorropus nigrodorsalis
Isorropus nigrodorsalis is een beervlinder uit de familie van de spinneruilen (Erebidae). De wetenschappelijke naam van de soort is voor het eerst geldig gepubliceerd in 1921 door Le Cerf.